# 圣三圣母圣殿

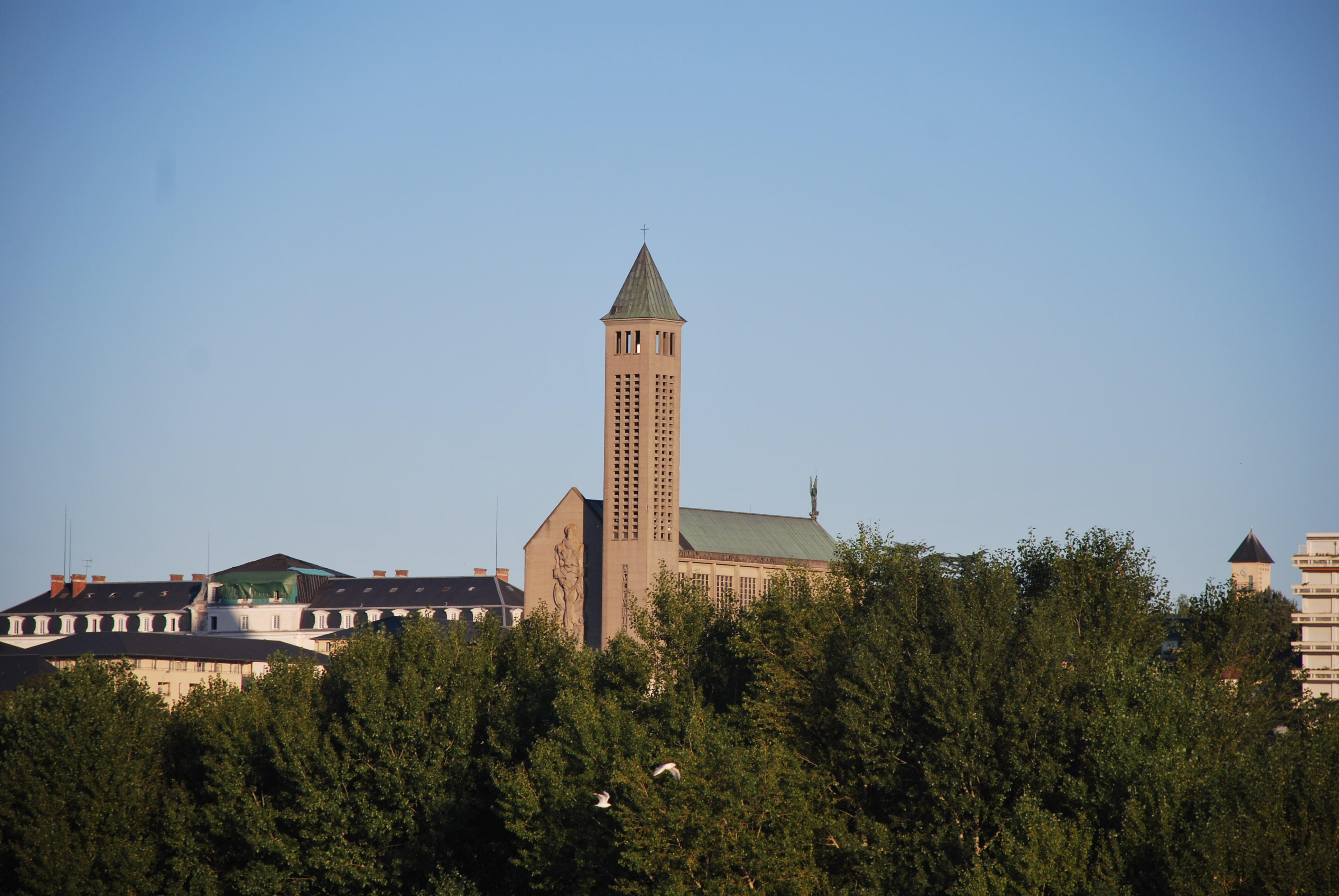

圣三圣母圣殿（法语：Basilique Notre-Dame de la Trinité）是一个罗马天主教宗座圣殿，位于法国布卢瓦。
该堂建于1932年，于1949年祝圣。1994年和1996年列为法国历史古迹。